# Зейделевка (Кузовский сельсовет)
Зейделевка — деревня в Кузовском сельсовете Грязинского района Липецкой области.

## Название
Название — по владельцам Зейделям, имевшим в этой местности два селения, которые отражены в ревизских сказках 1834 года.

## География
Расположена на правом берегу реки Байгоры недалеко от железнодорожного моста по линии Грязи — Борисоглебск.

## История
Деревня некогда составляла единое целое с соседней деревней Зейделевка Петровского сельсовета, отделившись во второй половине XX века.

## Население
| 2009 | 2010 | 2013 |
| ---- | ---- | ---- |
| 46   | ↗49  | ↘47  |

В 2002 году население деревни составляло 36 жителей, 89 % — русские.
В 2010 году — 49 жителей (20 мужчин, 29 женщин).

## Инфраструктура и улицы
В деревне одна улица — Заречная.